# 유럽 (밴드)
EUROPE(유럽)은 스웨덴을 대표하는 하드록 밴드로 1979년 베이시스트 페테르 올손, 기타리스트 욘 노럼, 드러머 토니 리노가 주축이 된 밴드 포스에서 출발을 시작했다. 이들은 록샌이라는 밴드에서 보컬을 맡고 있던 조이 템페스트를 영입하고 밴드로서의 면모를 갖춘다.

## 경력
1982년 Swedish Rock Championship 제1회 "Rock-SM" 의 우승으로 레코딩 계약을 맺는다. 준비 끝에 1983년 발매된 Europe의 첫 셀프 타이틀 데뷔앨범 Europe은 사실 저예산 독립 앨범이라 할만큼 녹음 상태가 좋은 앨범이 아니었지만 당시의 메탈씬에선 보기드물게 새로운 감각을 가진 앨범이었으며, 한 일본의 락 저널리스트에 의해 소개된 이 앨범은 이웃 일본에서 많은 인기를 얻게 되고 일본내에서 발매되기까지 한다. 이후 1984년 2집 'Wings Of Tomorrow'가 발표된다.
전세계적으로는 1986년에 나온 3집 앨범 'The Final Cowntdown'으로 유명하다. 이외 'Rock The Night', 'Carrie'가 인기를 얻었다. 1992년 대한민국에서는 현대 스쿠프의 광고음악이었던 'More Than Meets Your Eyes'가 인기를 끌기도 하였다.
1999년 마지막날 스톡홀름에서 열린 밀레니엄 축제에 유럽의 멤버들이 한 무대에 올랐다, 마침내 EUROPE은 2003년에 재결성을 공식 발표한다. EUROPE은 현재까지도 활발한 활동 중이며 재결성후 6장의 스튜디오 앨범을 발표(2004년 "Start from the Dark" 정규앨범발표, 2006년 "Secret Society" 정규앨범발표, 2009년 "Last Look at Eden" 정규앨범발표, 2012년 "Bag of Bones" 정규앨범발표, 2015년 " War of Kings" 정규앨범을 발표)한다. 2015년 영국에서 개최한 CLASSIC ROCK AWARDS 2015에서 EUROPE 은 "COMEBACK OF THE YEAR" 상을 수상하며 여전히 건재함을 보여준다.
2017년 10월 20일 유럽은 그들의 11번째 스튜디오 앨범 "Walk The Earth"을 발매 한다. EUROPE 은 2018년 2월 8일 스웨덴 음반업계 최고 권위의 상인 스웨덴 GRAMMIS SWEDEN 2018 Best Hard rock / Metal album of the year 부문을 수상했다. 또한 2018년 5월 3일 스웨덴 대중음악의 발전과 혁신에 지대한 영향력과 공헌을 이룬 음악가들에게 경의를 표하고 스웨덴 음악의 융성과 기틀을 확립 하기 위해 설립된 [Swedish Music Hall of Fame]에 헌액 되었다.

## 음반 목록
- 1983년 EUROPE
- 1984년 Wings of Tomorrow
- 1986년 The Final Countdown
- 1988년 Out of This World
- 1991년 Prisoners in Paradise
- 2004년 Start from the Dark
- 2006년 Secret Society
- 2009년 Last Look at Eden'
- 2012년 Bag Of Bones
- 2015년 War Of Kings
- 2017년 Walk The Earth